# Jean-Louis Roux
Pour les articles homonymes, voir Roux.
Jean-Louis Roux, né le 18 mai 1923 à Montréal et mort le 28 novembre 2013 dans cette ville, est comédien, metteur en scène et homme politique québécois qui est aussi confondateur du Théâtre du Nouveau Monde. Au cours de sa carrière, il joue dans plus de 200 productions théâtrales et signe au-delà d'une quarantaine de mises en scène.
Il est lieutenant-gouverneur du Québec du 8 août au 5 novembre 1996.

## Biographie
Jean-Louis Roux naît le 18 mai 1923 à Montréal dans une famille relativement aisée,. Il fait ses débuts d'acteur en 1939 au sein des Compagnons de Saint-Laurent, dirigés par le père Émile Legault. En 1942, tout en poursuivant ses activités théâtrales avec les Compagnons, il amorce des études en médecine, suivant en cela les traces de son père. Optant finalement pour le métier d'acteur, il part s'installer à Paris en 1946 et répond à l'invitation de Ludmilla Pitoëff. Il est de retour à Montréal en 1950. 

### Théâtre du Nouveau Monde
En 1951, en compagnie notamment de Jean Gascon et de Georges Groulx, il fonde le Théâtre du Nouveau Monde (TNM) dont il est le directeur artistique de 1966 à 1982, prenant la succession de Jean Gascon. Il est aussi président de la Conférence canadienne des arts de 1968 à 1970.
Sous son directorat, certains spectacles présentés par le TNM ne vont pas sans susciter la controverse auprès d’une partie du public, peu encline à considérer le théâtre comme l’occasion de remettre en question les valeurs qui gouvernent la société d’alors. Ce sera le cas en 1969 avec Faut jeter la vieille de Dario Fo, mise en scène de Paul Buissonneau) ; en 1971 avec Les Oranges sont vertes de Claude Gauvreau ; et surtout en 1978 avec Les Fées ont soif, allégorie féministe écrite par Denise Boucher qui déclenche une polémique féroce. Par ces choix audacieux, le TNM participe aux mutations identitaires du Québec.
À la suite de son départ du TNM en 1982, tout en continuant à jouer régulièrement, il devient directeur général de l'École nationale de théâtre du Canada, poste qu'il occupera jusqu'en 1987.

### Carrière politique et «L'Affaire Roux»
Ouvertement fédéraliste et une des têtes d'affiche du mouvement pour le « non » au référendum de 1995, il soulève l'ire des milieux nationalistes en accusant les séparatistes d'être des « sortes de nazis » et en faisant valoir que les intellectuels ne pouvaient rester des spectateurs passifs, comme l'avaient été les intellectuels allemands lors de la montée du nazisme dans leur pays. Jean-Louis Roux est nommé sénateur de Mille Isles par son ami de longue date, Jean Chrétien, premier ministre du Canada, en 1994, puis lieutenant-gouverneur du Québec en 1996. 
Il démissionne deux mois plus tard à la suite d'une controverse suscitée par une confidence à un journaliste faite par son ami, l'ex-ministre fédéral Gérard Pelletier, selon laquelle, à l'époque lointaine de sa jeunesse nationaliste, Jean-Louis Roux avait dessiné la croix gammée nazie sur l'épaule de son sarrau de laboratoire et participé à une émeute anti-conscription en 1942 au cours de laquelle ont été fracassées les vitrines du quotidien anglophone The Montreal Gazette et des commerces dont le nom avait une consonance étrangère « surtout israélite ».
Publiées en novembre dans le magazine L'Actualité sous le titre « L'Affaire Roux », ces révélations soulèvent une énorme émotion, notamment au sein de la communauté juive. Bien davantage habitué à l'adulation qu'à la critique, surtout en provenance des milieux anglophones et juifs, il refuse de s'excuser et qualifie ces agissements passés de « fanfaronnades ». Pressé de toutes parts, il démissionne alors avec fracas de son poste de lieutenant-gouverneur,.

### Retour sur scène et présidence du Conseil des arts du Canada
À la suite de son retrait de la vie politique, il remonte sur les planches et connaît un des plus grands succès de sa carrière alors qu’il interprète Freud dans Le Visiteur d'Éric-Emmanuel Schmitt sous la direction de Françoise Faucher. Il est aussi président du Conseil des arts du Canada de 1998 à 2004.
Jean-Louis Roux meurt à Montréal le 28 novembre 2013, à l'âge de 90 ans, des suites d'un cancer,. Le fonds d'archives de Jean-Louis Roux est conservé au centre d'archives de Montréal de Bibliothèque et Archives nationales du Québec.

## Filmographie
- 1949 : On ne triche pas avec la vie : Raymond
- 1952 : Sports et transports! : narrateur
- 1953 : Corridor sans issue : L'Île-aux-goélands (téléthéâtre)
- 1953 : La Famille Plouffe (série TV) : Ovide Plouffe
- 1959 : Joie de vivre (série TV) : Dr Clarion
- 1960 : Filles d'Ève (série TV) : Lambert Martel
- 1960 : La Côte de sable (série TV) : capitaine Gérard de Montjoie
- 1961 : Kanawio (série TV) : missionnaire
- 1963 : Septième nord (série TV) : Dr Yves Charron
- 1970 : Mont-Joye (série TV) : René Cadoret
- 1971 : La Feuille d'érable (série TV) : Chevalier de Lévis
- 1973 : La Lunule (The Pyx) : Keerson
- 1978 : Duplessis (mini-série) : Charles Lanctôt
- 1978 : Two Solitudes : Cardinal
- 1979 : Éclair au chocolat : Père Prenant
- 1979 : Riel (TV) : Bourget
- 1980 : Cordélia : Juge Taschereau
- 1982 : La Traversée de la Pacific (The Emperor of Peru) : Uncle Alex
- 1982 : Monsieur le ministre (série TV)
- 1984 : Laurier (mini-série) : Mgr Paul Bruchési
- 1984 : L'Hôtel New Hampshire (The Hotel New Hampshire) de Tony Richardson : Old Billig
- 1987 : Un homme au foyer (série TV) : Père Gélinas
- 1987 : Tinamer
- 1988 : Des amis pour la vie
- 1988 : Les Portes tournantes : Monsieur Blaudelle
- 1989 : Salut Victor
- 1990 : Cormoran (série TV) : Wolfgang Osnabrück
- 1990 : Cargo
- 1991 : L'Empire des lumières
- 1992 : Montréal P.Q. (série TV) : Dr Hébert
- 1992 : Tirelire, combines et cie : prêteur sur gages
- 1992 : La Fenêtre : Funambule
- 1993 : Monsieur Ripois (TV) : oncle Edmond
- 1994 : Mon amie Max : Père Bérubé
- 1995 : Liste noire : juge Armand Gagné
- 1997 : For Hire : Professor Gerald Lambert
- 1999 : The Third Miracle : Cardinal Sarrazin
- 2000 : The Courage to Love (TV) : Bishop Blanc
- 2002 : Rondo pour trompette : Eddy D. Dexter
- 2004 : Nouvelle France : serviteur de Jean-Baptiste
- 2005 : C.R.A.Z.Y. : prêtre

## Récompenses et nominations

### Récompenses
- 1969 - Prix Victor-Morin
- 1977 - Prix Molson
- 1985 - World Theatre Award
- 1987 - Prix Denise-Pelletier[6]
- 1987 - Doctorat honorifique ès-arts de l'Université Laval

### Nominations
- 1971 - Officier de l'Ordre du Canada
- 1982 - Membre de la Société royale du Canada
- 1987 -  Compagnon de l'Ordre du Canada
- 1989 - Chevalier de l'Ordre national du Québec[7]

## Héraldique
Jean-Louis Roux s'est vu concéder des armoiries le 26 mars 2002 par l'Héraut d'armes du Canada.
| Aider autrui |
| ------------ |

| L'écu de Jean-Louis Roux se blasonne ainsi : De gueules aux masques de la comédie, de la tragédie et neutre d'argent;« Les masques d’acteur représentent le métier de comédien de théâtre de Son Honneur. Leur variété est à l’image des émotions que se doit de ressentir et de faire passer l’acteur sur scène. » |